# 凯尼恩·马丁
奇昂·李·马丁（英語：Kenyon Lee Martin，1977年12月30日—），出生于密歇根州薩基諾，美国男子篮球运动员，2011年曾效力于新疆飞虎。

## NBA职业生涯
马丁在2000年NBA选秀中，在第一轮第1顺位被新泽西网队摘得，成为当年的选秀状元。籃網時期與傑森·基德、李察·謝佛遜組成「籃網三劍客」，是東區強權，還連兩年殺進總冠軍賽，不過由於薪資跟球隊談不攏，採先簽後換的方式交易到丹佛金塊隊。
在丹佛掘金队時表現不錯，常以灌籃等動作得分。但因其性格暴躁，常以不禮貌的說話辱罵對手，所以常被逐出場。

## 外部連結
- 凯尼恩·马丁在fiba.basketball（英语）
- 凯尼恩·马丁在archive.fiba.com（存檔）（英语）
- 凯尼恩·马丁在NBA官網（英语）
- 凯尼恩·马丁在Basketball-Reference.com（NBA）（英语）
- 凯尼恩·马丁在Sports-Reference.com（NCAA）（英语）
- 凯尼恩·马丁在ESPN（NBA）（英语）
- 凯尼恩·马丁在Eurobasket.com（球員）（英语）
- 凯尼恩·马丁在Proballers（英语）
- 凯尼恩·马丁在RealGM（英语）